# Timonius salsedoi
Timonius salsedoi là một loài thực vật có hoa trong họ Thiến thảo. Loài này được Fosberg & Sachet miêu tả khoa học đầu tiên năm 1987.